# Coppa dei Paesi Bassi 2018-2019 (pallavolo maschile)
La Coppa dei Paesi Bassi 2018-2019 si è svolta dal 15 settembre 2018 al 17 febbraio 2019: al torneo hanno partecipato 56 squadre di club olandesi e la vittoria finale è andata per la decima volta alla Dynamo Apeldoorn.

## Regolamento
Il torneo prevede una fase preliminare, dove partecipano club impegnati nei tornei provinciali e amatoriali, prendendo parte a:
- primo round, che prevede gironi da quattro squadre e un round-robin, con gli incontri al meglio dei 3 set, che qualificano al turno successivo le sole prime classificate;
- secondo round, che prevede gironi da tre squadre e un round-robin, che qualificano al turno successivo solo le prime classificate.

Vi è poi la fase finale, che vede la partecipazione dei club di Eredivisie, prendendo parte, sempre in gara unica, a:
- ottavi di finale;
- quarti di finale;
- semifinali;
- finale.

## Squadre partecipanti
| - Allvo - Amsterdam - Apollo 8 - Avior - Barchemse - BOVO - Capelle - CSV - DIO Bedum - Donitas - Dynamo Apeldoorn - Dynamo Apeldoorn 2 - EVV - Gemini-Kangeroes | - Haaglanden - Harlingen - HLB Van Daal/DS - Huizen - Inter Rijswijk - Keistad - Lycurgus - Nieuwegeinse - Olhaco - Orion - Peelpush - Pegasus - Rebelle - Reflex | - Revoc/VCB - RIVO - Servia - Set Up - Set-Up'65 - Side-Out - Skunk - Sliedrecht - Sneek - Spaarnestad - SSS - Sudosa-Desto - SVI - Taurus | - Tilburg - US - Utrecht - Veenendaal - VELO - Veracles - WIK - VIVES - VoCASA - Webton Hengelo - Woudenberg - Zaanstad - ZVH - Zwolle |

## Torneo

### Round 1

#### Girone A

##### Risultati
| 15 settembre 2018 Oosterholthoeve, IJsselmuiden Durata: ? - Spettatori: ? | Allvo     | 0 - 2 | EVV       | 13-25, 15-25       |
| 15 settembre 2018 Oosterholthoeve, IJsselmuiden Durata: ? - Spettatori: ? | Set Up    | 2 - 1 | Harlingen | 25-11, 20-25, 15-5 |
| 15 settembre 2018 Oosterholthoeve, IJsselmuiden Durata: ? - Spettatori: ? | EVV       | 2 - 0 | Harlingen | 25-14, 25-16       |
| 15 settembre 2018 Oosterholthoeve, IJsselmuiden Durata: ? - Spettatori: ? | Allvo     | 2 - 0 | Set Up    | 25-23, 25-22       |
| 15 settembre 2018 Oosterholthoeve, IJsselmuiden Durata: ? - Spettatori: ? | Harlingen | 2 - 0 | Allvo     | 25-9, 25-17        |
| 15 settembre 2018 Oosterholthoeve, IJsselmuiden Durata: ? - Spettatori: ? | EVV       | 2 - 0 | Set Up    | 25-12, 25-21       |

##### Classifica
| Pos | Squadra   | Pt | G | V | P | SV | SP | Ratio | PF  | PS  | Ratio |
| --- | --------- | -- | - | - | - | -- | -- | ----- | --- | --- | ----- |
| 1   | EVV       | 6  | 3 | 3 | 0 | 6  | 0  |       | 150 | 91  |       |
| 2   | Harlingen | 3  | 3 | 1 | 2 | 3  | 4  |       | 121 | 136 |       |
| 3   | Allvo     | 2  | 3 | 1 | 2 | 2  | 4  |       | 104 | 145 |       |
| 4   | Set Up    | 2  | 3 | 1 | 2 | 2  | 5  |       | 138 | 141 |       |

#### Girone B

##### Risultati
| 15 settembre 2018 Trasselt, Hoogeveen Durata: ? - Spettatori: ? | Olhaco   | 0 - 2 | Sneek    | 21-25, 18-25 |
| 15 settembre 2018 Trasselt, Hoogeveen Durata: ? - Spettatori: ? | Sneek    | 2 - 0 | Veracles | 25-19, 26-24 |
| 15 settembre 2018 Trasselt, Hoogeveen Durata: ? - Spettatori: ? | Veracles | -     | Olhaco   | [ 1 ]        |

##### Classifica
| Pos | Squadra  | Pt | G | V | P | SV | SP | Ratio | PF  | PS | Ratio |
| --- | -------- | -- | - | - | - | -- | -- | ----- | --- | -- | ----- |
| 1   | Sneek    | 4  | 3 | 2 | 0 | 4  | 0  |       | 101 | 82 |       |
| 2   | Veracles | 0  | 3 | 0 | 1 | 0  | 2  |       | 43  | 51 |       |
| 3   | Olhaco   | 0  | 3 | 0 | 1 | 0  | 2  |       | 39  | 50 |       |

#### Girone C

##### Risultati
| 15 settembre 2018 't Onderschoer, Barchem Durata: ? - Spettatori: ? | CSV       | 2 - 0 | Barchemse | 25-22, 28-26        |
| 15 settembre 2018 't Onderschoer, Barchem Durata: ? - Spettatori: ? | RIVO      | 0 - 2 | Side-Out  | 15-25, 20-25        |
| 15 settembre 2018 't Onderschoer, Barchem Durata: ? - Spettatori: ? | CSV       | 1 - 2 | RIVO      | 25-22, 21-25, 8-15  |
| 15 settembre 2018 't Onderschoer, Barchem Durata: ? - Spettatori: ? | Barchemse | 2 - 1 | Side-Out  | 13-25, 25-18, 15-5  |
| 15 settembre 2018 't Onderschoer, Barchem Durata: ? - Spettatori: ? | Barchemse | 2 - 1 | RIVO      | 14-25, 25-19, 15-13 |
| 15 settembre 2018 't Onderschoer, Barchem Durata: ? - Spettatori: ? | Side-Out  | 1 - 2 | CSV       | 25-21, 14-25, 6-15  |

##### Classifica
| Pos | Squadra   | Pt | G | V | P | SV | SP | Ratio | PF  | PS  | Ratio |
| --- | --------- | -- | - | - | - | -- | -- | ----- | --- | --- | ----- |
| 1   | CSV       | 5  | 3 | 2 | 1 | 5  | 3  |       | 168 | 155 |       |
| 2   | Barchemse | 4  | 3 | 2 | 1 | 4  | 4  |       | 155 | 158 |       |
| 3   | Side-Out  | 4  | 3 | 1 | 2 | 4  | 4  |       | 143 | 149 |       |
| 4   | RIVO      | 3  | 3 | 1 | 2 | 3  | 5  |       | 154 | 158 |       |

#### Girone D

##### Risultati
| 15 settembre 2018 Sporthal Zwolle-Zuid, Zwolle Durata: ? - Spettatori: ? | SVI       | 1 - 2 | Avior     | 14-25, 25-16, 11-15 |
| 15 settembre 2018 Sporthal Zwolle-Zuid, Zwolle Durata: ? - Spettatori: ? | Apollo 8  | 2 - 1 | Set-Up'65 | 23-25, 25-20, 15-13 |
| 15 settembre 2018 Sporthal Zwolle-Zuid, Zwolle Durata: ? - Spettatori: ? | Apollo 8  | 2 - 0 | SVI       | 25-23, 25-21        |
| 15 settembre 2018 Sporthal Zwolle-Zuid, Zwolle Durata: ? - Spettatori: ? | Set-Up'65 | 2 - 1 | Avior     | 16-25, 25-19, 15-13 |
| 15 settembre 2018 Sporthal Zwolle-Zuid, Zwolle Durata: ? - Spettatori: ? | Set-Up'65 | 2 - 0 | SVI       | 25-15, 30-28        |
| 15 settembre 2018 Sporthal Zwolle-Zuid, Zwolle Durata: ? - Spettatori: ? | Avior     | 2 - 0 | Apollo 8  | 25-20, 25-23        |

##### Classifica
| Pos | Squadra   | Pt | G | V | P | SV | SP | Ratio | PF  | PS  | Ratio |
| --- | --------- | -- | - | - | - | -- | -- | ----- | --- | --- | ----- |
| 1   | Avior     | 5  | 3 | 2 | 1 | 5  | 3  |       | 163 | 152 |       |
| 2   | Set-Up'65 | 5  | 3 | 2 | 1 | 5  | 3  |       | 172 | 163 |       |
| 3   | Apollo 8  | 4  | 3 | 2 | 1 | 4  | 3  |       | 156 | 152 |       |
| 4   | SVI       | 1  | 3 | 0 | 3 | 1  | 6  |       | 137 | 161 |       |

#### Girone E

##### Risultati
| 15 settembre 2018 De Vliethorst, Voorschoten Durata: ? - Spettatori: ? | Gemini-Kangeroes | 2 - 0 | Amsterdam        | 25-11, 26-24        |
| 15 settembre 2018 De Vliethorst, Voorschoten Durata: ? - Spettatori: ? | Spaarnestad      | 1 - 2 | Huizen           | 26-24, 18-25, 12-15 |
| 15 settembre 2018 De Vliethorst, Voorschoten Durata: ? - Spettatori: ? | Amsterdam        | 1 - 2 | Huizen           | 25-18, 17-25, 10-15 |
| 15 settembre 2018 De Vliethorst, Voorschoten Durata: ? - Spettatori: ? | Gemini-Kangeroes | 0 - 2 | Spaarnestad      | 21-25, 24-26        |
| 15 settembre 2018 De Vliethorst, Voorschoten Durata: ? - Spettatori: ? | Amsterdam        | 1 - 2 | Spaarnestad      | 27-25, 13-25, 0-15  |
| 15 settembre 2018 De Vliethorst, Voorschoten Durata: ? - Spettatori: ? | Huizen           | 1 - 2 | Gemini-Kangeroes | 18-25, 25-23, 11-15 |

##### Classifica
| Pos | Squadra          | Pt | G | V | P | SV | SP | Ratio | PF  | PS  | Ratio |
| --- | ---------------- | -- | - | - | - | -- | -- | ----- | --- | --- | ----- |
| 1   | Spaarnestad      | 5  | 3 | 2 | 1 | 5  | 3  |       | 172 | 149 |       |
| 2   | Huizen           | 5  | 3 | 2 | 1 | 5  | 4  |       | 176 | 171 |       |
| 3   | Gemini-Kangeroes | 4  | 3 | 2 | 1 | 4  | 3  |       | 159 | 140 |       |
| 4   | Amsterdam        | 2  | 3 | 0 | 3 | 2  | 6  |       | 127 | 174 |       |

#### Girone F

##### Risultati
| 15 settembre 2018 Helsdingen, Vianen Durata: ? - Spettatori: ? | Haaglanden | 0 - 2 | Servia     | 18-25, 18-25        |
| 15 settembre 2018 Helsdingen, Vianen Durata: ? - Spettatori: ? | WIK        | 1 - 2 | VELO       | 25-18, 22-25, 7-15  |
| 15 settembre 2018 Helsdingen, Vianen Durata: ? - Spettatori: ? | Haaglanden | 0 - 2 | WIK        | 19-25, 20-25        |
| 15 settembre 2018 Helsdingen, Vianen Durata: ? - Spettatori: ? | Servia     | 2 - 1 | VELO       | 25-20, 22-25, 18-16 |
| 15 settembre 2018 Helsdingen, Vianen Durata: ? - Spettatori: ? | Servia     | 0 - 2 | WIK        | 21-25, 19-25        |
| 15 settembre 2018 Helsdingen, Vianen Durata: ? - Spettatori: ? | VELO       | 2 - 0 | Haaglanden | 25-10, 25-16        |

##### Classifica
| Pos | Squadra    | Pt | G | V | P | SV | SP | Ratio | PF  | PS  | Ratio |
| --- | ---------- | -- | - | - | - | -- | -- | ----- | --- | --- | ----- |
| 1   | WIK        | 5  | 3 | 2 | 1 | 5  | 2  |       | 154 | 134 |       |
| 2   | VELO       | 5  | 3 | 2 | 1 | 5  | 3  |       | 169 | 145 |       |
| 3   | Servia     | 4  | 3 | 2 | 1 | 4  | 3  |       | 155 | 147 |       |
| 4   | Haaglanden | 0  | 3 | 0 | 3 | 0  | 6  |       | 101 | 150 |       |

#### Girone G

##### Risultati
| 15 settembre 2018 IJsselhal, IJsselstein Durata: ? - Spettatori: ? | Nieuwegeinse | 1 - 2 | US           | 25-22, 22-25, 10-15 |
| 15 settembre 2018 IJsselhal, IJsselstein Durata: ? - Spettatori: ? | VIVES        | 0 - 2 | Utrecht      | 14-25, 21-25        |
| 15 settembre 2018 IJsselhal, IJsselstein Durata: ? - Spettatori: ? | Nieuwegeinse | 0 - 2 | VIVES        | 19-25, 19-25        |
| 15 settembre 2018 IJsselhal, IJsselstein Durata: ? - Spettatori: ? | US           | 0 - 2 | Utrecht      | 19-25, 19-25        |
| 15 settembre 2018 IJsselhal, IJsselstein Durata: ? - Spettatori: ? | US           | 1 - 2 | VIVES        | 25-23, 20-25, 16-18 |
| 15 settembre 2018 IJsselhal, IJsselstein Durata: ? - Spettatori: ? | Utrecht      | 2 - 0 | Nieuwegeinse | 25-18, 25-19        |

##### Classifica
| Pos | Squadra      | Pt | G | V | P | SV | SP | Ratio | PF  | PS  | Ratio |
| --- | ------------ | -- | - | - | - | -- | -- | ----- | --- | --- | ----- |
| 1   | Utrecht      | 6  | 3 | 3 | 0 | 6  | 0  |       | 150 | 110 |       |
| 2   | VIVES        | 4  | 3 | 2 | 1 | 4  | 3  |       | 151 | 149 |       |
| 3   | US           | 3  | 3 | 1 | 2 | 3  | 5  |       | 161 | 173 |       |
| 4   | Nieuwegeinse | 1  | 3 | 0 | 3 | 1  | 6  |       | 132 | 162 |       |

#### Girone H

##### Risultati
| 15 settembre 2018 De Korref, Meijel Durata: ? - Spettatori: ? | Skunk      | 1 - 2 | Woudenberg | 25-22, 21-25, 12-15 |
| 15 settembre 2018 De Korref, Meijel Durata: ? - Spettatori: ? | Keistad    | 1 - 2 | Peelpush   | 25-14, 21-25, 14-16 |
| 15 settembre 2018 De Korref, Meijel Durata: ? - Spettatori: ? | Keistad    | 2 - 0 | Skunk      | 27-25, 31-29        |
| 15 settembre 2018 De Korref, Meijel Durata: ? - Spettatori: ? | Peelpush   | 2 - 0 | Woudenberg | 25-17, 25-13        |
| 15 settembre 2018 De Korref, Meijel Durata: ? - Spettatori: ? | Woudenberg | 0 - 2 | Keistad    | 11-25, 19-25        |
| 15 settembre 2018 De Korref, Meijel Durata: ? - Spettatori: ? | Peelpush   | 2 - 0 | Skunk      | 25-18, 25-19        |

##### Classifica
| Pos | Squadra    | Pt | G | V | P | SV | SP | Ratio | PF  | PS  | Ratio |
| --- | ---------- | -- | - | - | - | -- | -- | ----- | --- | --- | ----- |
| 1   | Peelpush   | 6  | 3 | 3 | 0 | 6  | 1  |       | 155 | 127 |       |
| 2   | Keistad    | 5  | 3 | 2 | 1 | 5  | 2  |       | 168 | 139 |       |
| 3   | Woudenberg | 2  | 3 | 1 | 2 | 2  | 5  |       | 122 | 158 |       |
| 4   | Skunk      | 1  | 3 | 0 | 3 | 1  | 6  |       | 149 | 170 |       |

#### Girone I

##### Risultati
| 15 settembre 2018 De Schans, Reuver Durata: ? - Spettatori: ? | BOVO      | 1 - 2 | Pegasus   | 24-26, 25-17, 9-15 |
| 15 settembre 2018 De Schans, Reuver Durata: ? - Spettatori: ? | Revoc/VCB | 2 - 0 | Rebelle   | 25-21, 25-17       |
| 15 settembre 2018 De Schans, Reuver Durata: ? - Spettatori: ? | Pegasus   | 0 - 2 | Rebelle   | 13-25, 19-25       |
| 15 settembre 2018 De Schans, Reuver Durata: ? - Spettatori: ? | BOVO      | 0 - 2 | Revoc/VCB | 21-25, 22-25       |
| 15 settembre 2018 De Schans, Reuver Durata: ? - Spettatori: ? | Pegasus   | 0 - 2 | Revoc/VCB | 18-25, 18-25       |
| 15 settembre 2018 De Schans, Reuver Durata: ? - Spettatori: ? | Rebelle   | 0 - 2 | BOVO      | 11-25, 21-25       |

##### Classifica
| Pos | Squadra   | Pt | G | V | P | SV | SP | Ratio | PF  | PS  | Ratio |
| --- | --------- | -- | - | - | - | -- | -- | ----- | --- | --- | ----- |
| 1   | Revoc/VCB | 6  | 3 | 3 | 0 | 6  | 0  |       | 150 | 117 |       |
| 2   | BOVO      | 3  | 3 | 1 | 2 | 3  | 4  |       | 151 | 140 |       |
| 3   | Rebelle   | 2  | 3 | 1 | 2 | 2  | 4  |       | 120 | 132 |       |
| 4   | Pegasus   | 2  | 3 | 1 | 2 | 2  | 5  |       | 126 | 158 |       |

### Round 2

#### Girone A

##### Risultati
| 27 ottobre 2018 Sporthal Schalkhaar, Schalkhaar Durata: ? - Spettatori: ? | Avior              | 3 - 2 | DIO Bedum          | 25-18, 14-25, 25-23, 17-25, 15-12 |
| 27 ottobre 2018 Sporthal Schalkhaar, Schalkhaar Durata: ? - Spettatori: ? | DIO Bedum          | 3 - 1 | Dynamo Apeldoorn 2 | 29-27, 25-21, 16-25, 25-19        |
| 27 ottobre 2018 Sporthal Schalkhaar, Schalkhaar Durata: ? - Spettatori: ? | Dynamo Apeldoorn 2 | 3 - 1 | Avior              | 19-25, 25-23, 25-15, 25-16        |

##### Classifica
| Pos | Squadra            | Pt | G | V | P | SV | SP | Ratio | PF  | PS  | Ratio |
| --- | ------------------ | -- | - | - | - | -- | -- | ----- | --- | --- | ----- |
| 1   | DIO Bedum          | 5  | 2 | 1 | 1 | 5  | 4  |       | 198 | 188 |       |
| 2   | Dynamo Apeldoorn 2 | 4  | 2 | 1 | 1 | 4  | 4  |       | 186 | 174 |       |
| 3   | Avior              | 4  | 2 | 1 | 1 | 4  | 5  |       | 175 | 197 |       |

#### Girone B

##### Risultati
| 27 ottobre 2018 't Huiken, Elburg Durata: ? - Spettatori: ? | EVV          | 3 - 0 | Sudosa-Desto | 37-35, 25-23, 30-28               |
| 27 ottobre 2018 't Huiken, Elburg Durata: ? - Spettatori: ? | Sudosa-Desto | 2 - 3 | Veenendaal   | 25-27, 20-25, 25-16, 26-24, 10-15 |
| 27 ottobre 2018 't Huiken, Elburg Durata: ? - Spettatori: ? | Veenendaal   | 0 - 3 | EVV          | 16-25, 23-25, 20-25               |

##### Classifica
| Pos | Squadra      | Pt | G | V | P | SV | SP | Ratio | PF  | PS  | Ratio |
| --- | ------------ | -- | - | - | - | -- | -- | ----- | --- | --- | ----- |
| 1   | EVV          | 6  | 2 | 2 | 0 | 6  | 0  |       | 167 | 148 |       |
| 2   | Veenendaal   | 3  | 2 | 1 | 1 | 3  | 5  |       | 169 | 181 |       |
| 3   | Sudosa-Desto | 2  | 2 | 0 | 2 | 2  | 6  |       | 192 | 199 |       |

#### Girone C

##### Risultati
| 27 ottobre 2018 Sneker Sporthal, Sneek Durata: ? - Spettatori: ? | Sneek          | 0 - 3 | Donitas        | 25-27, 19-25, 22-25        |
| 27 ottobre 2018 Sneker Sporthal, Sneek Durata: ? - Spettatori: ? | Donitas        | 3 - 0 | Webton Hengelo | 25-19, 25-22, 25-23        |
| 27 ottobre 2018 Sneker Sporthal, Sneek Durata: ? - Spettatori: ? | Webton Hengelo | 3 - 1 | Sneek          | 25-23, 25-17, 22-25, 25-18 |

##### Classifica
| Pos | Squadra        | Pt | G | V | P | SV | SP | Ratio | PF  | PS  | Ratio |
| --- | -------------- | -- | - | - | - | -- | -- | ----- | --- | --- | ----- |
| 1   | Donitas        | 6  | 2 | 2 | 0 | 6  | 0  |       | 152 | 130 |       |
| 2   | Webton Hengelo | 3  | 2 | 1 | 1 | 3  | 4  |       | 161 | 158 |       |
| 3   | Sneek          | 1  | 2 | 0 | 2 | 1  | 6  |       | 149 | 174 |       |

#### Girone D

##### Risultati
| 27 ottobre 2018 Reflexhal, Kampen Durata: ? - Spettatori: ? | Reflex  | 3 - 0 | CSV     | 25-17, 25-19, 25-15               |
| 27 ottobre 2018 Reflexhal, Kampen Durata: ? - Spettatori: ? | CSV     | 2 - 3 | Utrecht | 26-24, 23-25, 23-25, 25-16, 13-15 |
| 27 ottobre 2018 Reflexhal, Kampen Durata: ? - Spettatori: ? | Utrecht | 0 - 3 | Reflex  | 15-25, 15-25, 20-25               |

##### Classifica
| Pos | Squadra | Pt | G | V | P | SV | SP | Ratio | PF  | PS  | Ratio |
| --- | ------- | -- | - | - | - | -- | -- | ----- | --- | --- | ----- |
| 1   | Reflex  | 6  | 2 | 2 | 0 | 6  | 0  |       | 150 | 101 |       |
| 2   | Utrecht | 3  | 2 | 1 | 1 | 3  | 5  |       | 155 | 185 |       |
| 3   | CSV     | 2  | 2 | 0 | 2 | 2  | 6  |       | 161 | 180 |       |

#### Girone E

##### Risultati
| 27 ottobre 2018 Beyneshal, Haarlem Durata: ? - Spettatori: ? | Spaarnestad     | 0 - 3 | HLB Van Daal/DS | 23-25, 17-25, 23-25        |
| 27 ottobre 2018 Beyneshal, Haarlem Durata: ? - Spettatori: ? | HLB Van Daal/DS | 1 - 3 | Capelle         | 25-13, 14-25, 18-25, 12-25 |
| 27 ottobre 2018 Beyneshal, Haarlem Durata: ? - Spettatori: ? | Capelle         | 3 - 1 | Spaarnestad     | 25-13, 26-28, 25-18, 25-17 |

##### Classifica
| Pos | Squadra         | Pt | G | V | P | SV | SP | Ratio | PF  | PS  | Ratio |
| --- | --------------- | -- | - | - | - | -- | -- | ----- | --- | --- | ----- |
| 1   | Capelle         | 6  | 2 | 2 | 0 | 6  | 2  |       | 189 | 145 |       |
| 2   | HLB Van Daal/DS | 4  | 2 | 1 | 1 | 4  | 3  |       | 144 | 151 |       |
| 3   | Spaarnestad     | 1  | 2 | 0 | 2 | 1  | 6  |       | 139 | 176 |       |

#### Girone F

##### Risultati
| 27 ottobre 2018 De Korref, Meijel Durata: ? - Spettatori: ? | Peelpush | 3 - 1 | Tilburg  | 25-23, 25-18, 24-26, 26-24 |
| 27 ottobre 2018 De Korref, Meijel Durata: ? - Spettatori: ? | Tilburg  | -     | WIK      | [ 1 ]                      |
| 27 ottobre 2018 De Korref, Meijel Durata: ? - Spettatori: ? | WIK      | -     | Peelpush | [ 1 ]                      |

##### Classifica
| Pos | Squadra  | Pt | G | V | P | SV | SP | Ratio | PF  | PS  | Ratio |
| --- | -------- | -- | - | - | - | -- | -- | ----- | --- | --- | ----- |
| 1   | Peelpush | 6  | 2 | 2 | 0 | 6  | 1  |       | 100 | 91  |       |
| 2   | Tilburg  | 4  | 2 | 1 | 1 | 4  | 3  |       | 91  | 100 |       |
| 3   | WIK      | 0  | 2 | 0 | 2 | 0  | 6  |       | 0   | 0   |       |

#### Girone G

##### Risultati
| 27 ottobre 2018 De Schans, Reuver Durata: ? - Spettatori: ? | Revoc/VCB      | 1 - 3 | ZVH            | 20-25, 22-25, 25-20, 22-25 |
| 27 ottobre 2018 De Schans, Reuver Durata: ? - Spettatori: ? | ZVH            | 3 - 0 | Inter Rijswijk | 25-19, 25-20, 25-22        |
| 27 ottobre 2018 De Schans, Reuver Durata: ? - Spettatori: ? | Inter Rijswijk | 1 - 3 | Revoc/VCB      | 21-25, 20-25, 25-14, 21-25 |

##### Classifica
| Pos | Squadra        | Pt | G | V | P | SV | SP | Ratio | PF  | PS  | Ratio |
| --- | -------------- | -- | - | - | - | -- | -- | ----- | --- | --- | ----- |
| 1   | ZVH            | 6  | 2 | 2 | 0 | 6  | 1  |       | 170 | 150 |       |
| 2   | Revoc/VCB      | 4  | 2 | 1 | 1 | 4  | 4  |       | 178 | 182 |       |
| 3   | Inter Rijswijk | 1  | 2 | 0 | 2 | 1  | 6  |       | 148 | 164 |       |

### Ottavi di finale
| 1º dicembre 2018 De Korref, Meijel Durata: ? - Spettatori: ?                        | Peelpush         | 1 - 3 | Zwolle     | 25-20, 23-25, 23-25, 21-25        |
| 1º dicembre 2018 't Huiken, Elburg Durata: ? - Spettatori: ?                        | EVV              | 0 - 3 | Sliedrecht | 14-25, 15-25, 13-25               |
| 1º dicembre 2018 Oostgaarde, Capelle aan den IJssel Durata: ? - Spettatori: ?       | Capelle          | 2 - 3 | VoCASA     | 22-25, 21-25, 25-23, 26-24, 12-15 |
| 1º dicembre 2018 Kruisboog, Houten Durata: ? - Spettatori: ?                        | Taurus           | 0 - 3 | Lycurgus   | 18-25, 15-25, 19-25               |
| 1º dicembre 2018 Omnisport Apeldoorn, Apeldoorn Durata: ? - Spettatori: ?           | Dynamo Apeldoorn | 3 - 0 | SSS        | 25-15, 25-14, 25-14               |
| 1º dicembre 2018 Reflexhal, Kampen Durata: ? - Spettatori: ?                        | Reflex           | 3 - 2 | ZVH        | 25-18, 25-22, 22-25, 20-25, 15-9  |
| 2 dicembre 2018 Topsportcentrum De Koog, Koog aan de Zaan Durata: ? - Spettatori: ? | Orion            | 3 - 0 | Zaanstad   | 25-16, 25-20, 25-13               |
| 2 dicembre 2018 De Beemden, Bedum Durata: ? - Spettatori: ?                         | DIO Bedum        | 2 - 3 | Donitas    | 18-25, 25-19, 25-22, 18-25, 8-15  |

### Quarti di finale
| 5 gennaio 2019 Topsportcentrum Alfacollege, Groninga Durata: ? - Spettatori: ? | Lycurgus         | 3 - 0 | Orion      | 25-16, 25-19, 27-25        |
| 5 gennaio 2019 Reflexhal, Kampen Durata: ? - Spettatori: ?                     | Reflex           | 3 - 1 | Zwolle     | 25-21, 26-24, 23-25, 25-22 |
| 5 gennaio 2019 Omnisport Apeldoorn, Apeldoorn Durata: ? - Spettatori: ?        | Dynamo Apeldoorn | 3 - 1 | VoCASA     | 25-19, 23-25, 25-21, 25-21 |
| 6 gennaio 2019 Struikhal, Groninga Durata: ? - Spettatori: ?                   | Donitas          | 0 - 3 | Sliedrecht | 13-25, 17-25, 14-25        |

### Semifinali
| 24 gennaio 2019 Omnisport Apeldoorn, Apeldoorn Durata: ? - Spettatori: ? | Dynamo Apeldoorn | 3 - 1 | Sliedrecht | 30-28, 25-11, 26-28, 25-21 |
| 24 gennaio 2019 Reflexhal, Kampen Durata: ? - Spettatori: ?              | Reflex           | 0 - 3 | Lycurgus   | 16-25, 21-25, 17-25        |

### Finale
| 17 febbraio 2019 Landstede Sportcentrum, Zwolle Durata: ? - Spettatori: ? | Dynamo Apeldoorn | 3 - 1 | Lycurgus | 21-25, 25-17, 25-22, 25-23 |